# Вахда (провинция)
Западный Верхний Нил (англ. Unity, Western Upper Nile), ранее также Вахда (или Эль-Вахда — дословно как «Еди́нство»; араб. الوحدة‎; транслит: Al Waḩdah; англ. Unity) — одна из 10 провинций или штатов (англ. state — «штат») Южного Судана.
- Территория 35 956 км².
- Население 585 801 человек (на 2008 год).

Административный центр — город Бентиу.
До административной перестройки в 1994 году Вахда была частью большой провинции Верхнего Нила. В ходе реформы суданское правительство выделило из состава пограничных территорий Южного Судана (который тогда являлся региональной автономией) новый штат – аль-Вахда, со столицей в Бантиу. Именно на этой территории сосредоточены значительные нефтяные поля. Естественно, согласно новым административным границам, штат был включён в состав Северного Судана. Именно плохо скрываемое стремление северян взять под полный контроль нефтяные месторождения юга страны (в нарушение соглашений в Аддис-Абебе от 1972 года) и соответствующая негативная реакция на подобную политику со стороны южан вызвала новый виток вооруженной борьбы.
Арабское название Эль-Вахда или Вахда («Единство») поддерживало правительство в Хартуме (до распада Судана), в Южном Судане было распространено наименование региона как Западный Верхний Нил, однако официально оно не закрепилось. В связи с единственно официальным английским языком в Республике Южный Судан, официально распространённым стал английский вариант названия провинции как Unity (Юнити). 2 октября 2015 года штат был разделён на штаты Рувенг, Северный Лих и Южный Лих. Провинции Лих вернулись в состав штата по мирному соглашению, подписанному 22 февраля 2020 года.
В 2017 году в провинции произошёл массовый голод. В штате Юнити около города Бентиу находится самый большой в мире лагерь внутренне перемещённых лиц, образованный и осуществляющий свою деятельность в рамках Миротворческой Миссии ООН в Южном Судане.

## Административное деление

- Гуит[англ.]
- Кох (округ)[англ.]
- Леер (округ)[англ.]
- Майендит[англ.]
- Майом[англ.]
- Паньиджар[англ.]
- Рубкона[англ.]

## Экономика
В провинции находятся богатые месторождения нефти.